# Mariä Empfängnis (Volkershausen)

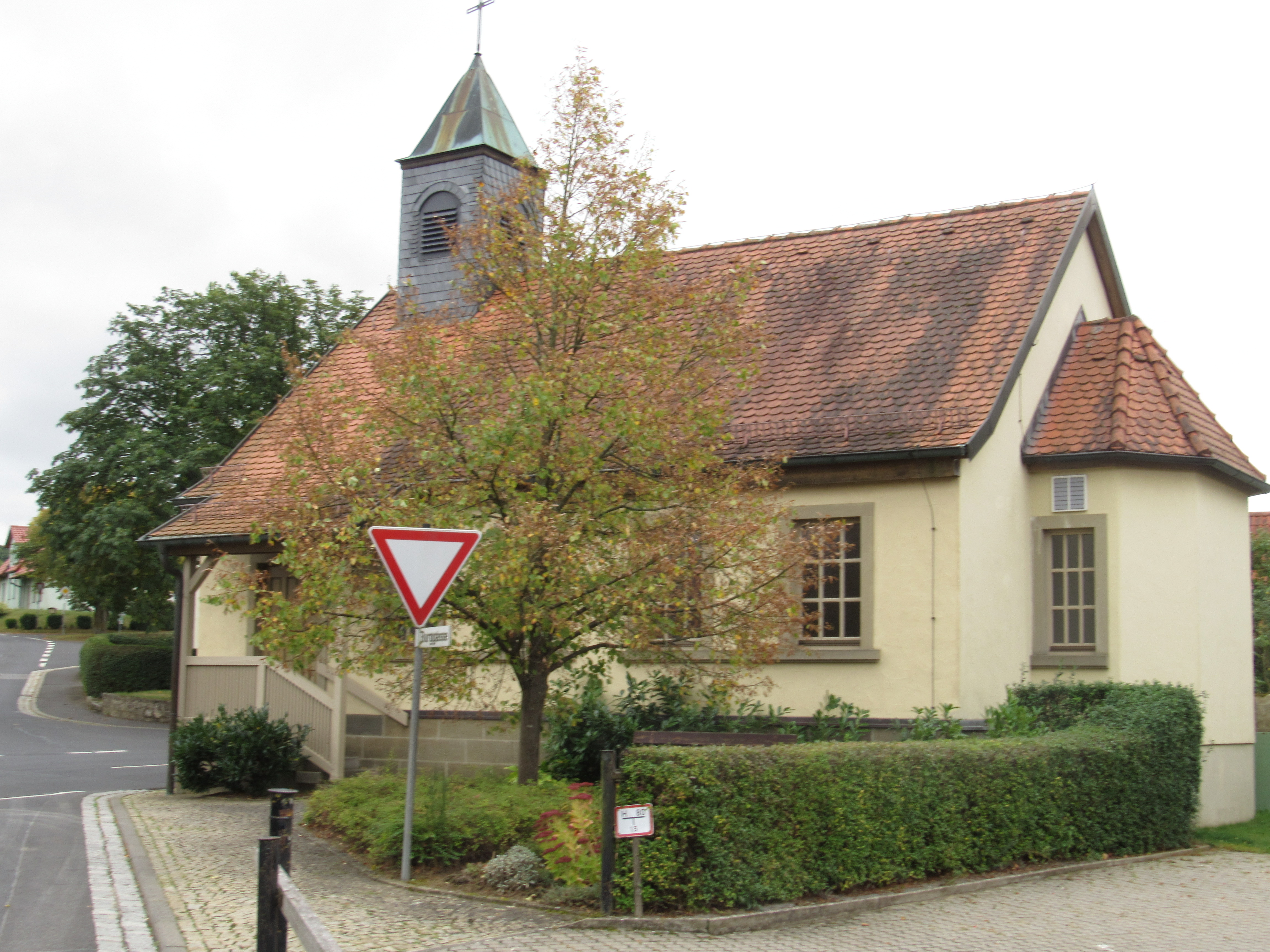
Mariä-Empfängnis-Kirche Volkershausen

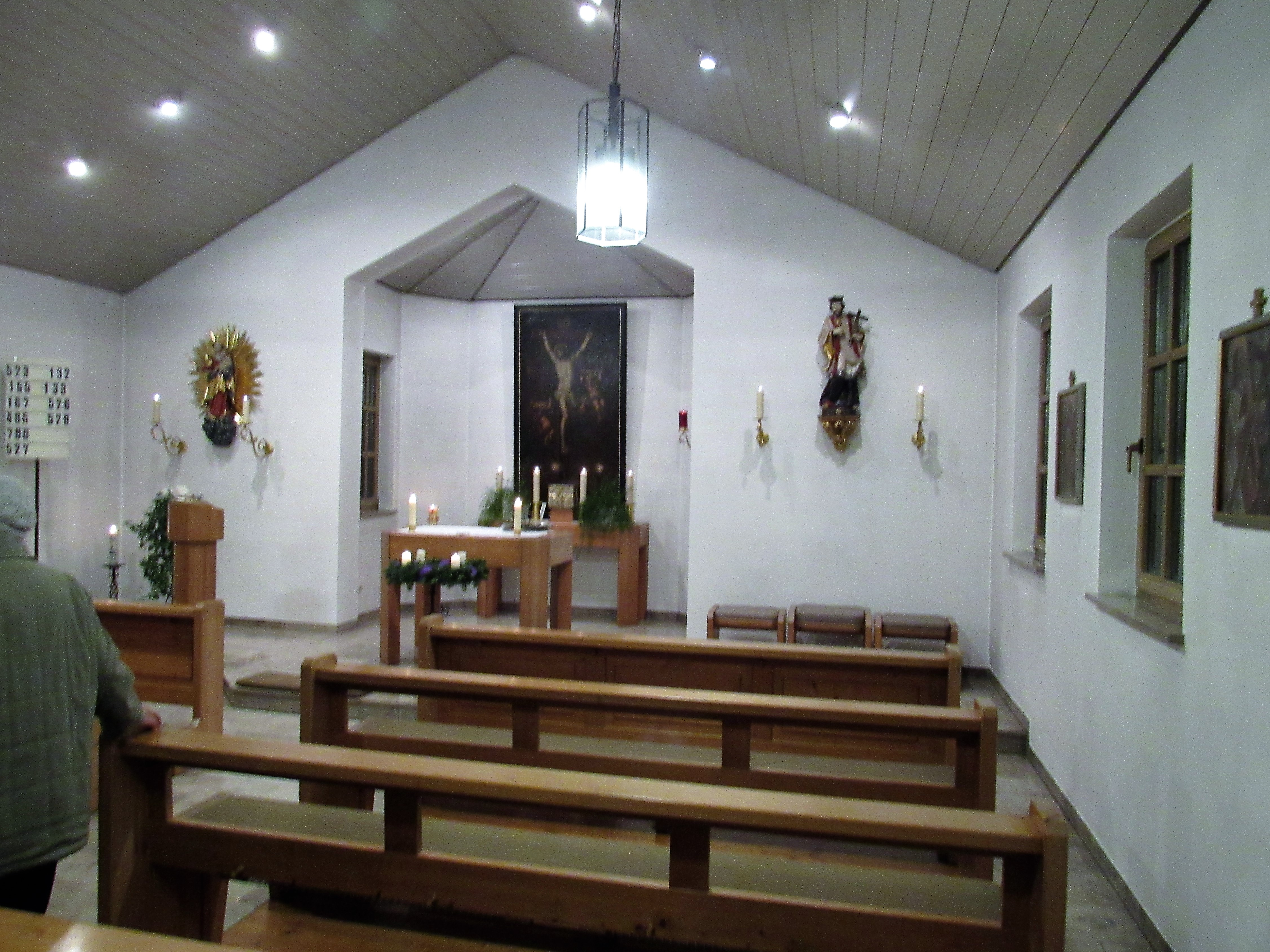
Innenraum der Kirche

Die römisch-katholische Kirche Mariä Empfängnis ist die Dorfkirche von Volkershausen, einem Ortsteil des in Unterfranken gelegenen Marktes Maßbach. Das Patrozinium der Kirche ist Mariä Empfängnis.

## Geschichte
Die Kirche von Volkershausen entstand aus einem von 1864 bis 1866 errichteten Schulgebäude. Im Jahr 1910 wurde im Gebäude ein Betsaal eingeweiht; bereits im selben Jahr wurde hier der erste Gottesdienst gefeiert. Im Jahr 1913 folgte der Bau eines Glockenturms mit Installation einer Glocke.
Im Jahr 1950 erfolgte der Umbau des Gebäudes zu einer Kapelle. Ihr heutiges Aussehen bekam sie im Rahmen einer Umgestaltung im Jahr 1990. Die Weihe erfolgte im Jahr darauf durch Weihbischof Helmut Bauer.

## Beschreibung
Das Langhaus mit innen sichtbarem Satteldach hat an der westlichen Giebelwand drei Fenster und darüber einen Dachreiter. An der südlichen Seitenwänden besitzt es vier Fenster. Dort befindet sich auch der Eingang mit Freitreppe. Der Fünfachtelchor hat zwei Fenster. Alle Kirchenfenster sind rechteckig. Die Sakristei liegt dem Chor gegenüber.

## Ausstattung
Als Hochaltar dient ein Gemälde der Kreuzigung. An der Stelle von Seitenaltären sind Figuren des Heiligen Johannes Nepomuk (?) und der Muttergottes mit Kind vorhanden.